# بيفرلي واشبورن
بيفرلي واشبورن (بالإنجليزية: Beverly Washburn)‏ هي ممثلة أمريكية، ولدت في 25 نوفمبر 1943 في لوس أنجلوس في الولايات المتحدة.

## أعمال

### أفلام
- شين[3]

## وصلات خارجية
- بيفرلي واشبورن على موقع IMDb (الإنجليزية)
- بيفرلي واشبورن على موقع قاعدة بيانات الفيلم (الإنجليزية)